# Власов, Сергей Вячеславович
Сергей Вячеславович Власов (род. 1 марта 1968 года) — командир парашютно-десантного батальона 237-го гвардейского парашютно-десантного полка 76-й гвардейской воздушно-десантной дивизии, преподаватель Военно-воздушной академии имени Ю. А. Гагарина, гвардии подполковник, Герой Российской Федерации.

## Биография
Родился 1 марта 1968 года в селе Архангельское Юсьвинского района Пермской области.
В 1983 году окончил 8 классов Архангельской средней школы, а в 1985 году окончил Свердловское суворовское военное училище, где обучался в 4 взводе 4 роты.
После окончания в 1989 году Рязанского высшего воздушно-десантного командного училища до 2000 года С. В. Власов проходил службу в Воздушно-десантных войсках, где служил на должностях: командир парашютно-десантного взвода, командир разведывательного взвода, заместитель командира разведывательной роты, командир парашютно-десантной роты, начальник штаба парашютно-десантного батальона, командир парашютно-десантного батальона 237-го гвардейского парашютно-десантного полка 76-й гвардейской воздушно-десантной дивизии.
Сергей Вячеславович участвовал в июне — июле 1990 года в городе Ош в операции по прекращению межнационального конфликта, известного как Ошская резня.
С февраля по май 1995 года участвовал в боевых действиях во время Первой чеченской войны. 28 марта 1995 года возле города Гудермес колонна с боеприпасами была обстреляна танком боевиков, в результате получили ранения часть личного состава колонны и сопровождавших её десантников. С. В. Власов организовал эвакуацию повреждённых автомашин и раненных с поля боя; управляя огнём боевых машин десанта, добился сначала повреждения, а затем уничтожения танка противника. 31 марта 1995 года в ходе тяжелого боя, длившегося шесть часов, благодаря мужеству и героизму Сергея Вячеславовича была спасена разведгруппа, попавшая в засаду.

За мужество и героизм, проявленные при выполнении специального задания, Указом Президента Российской Федерации от 2 мая 1996 года гвардии капитану Власову Сергею Вячеславовичу присвоено звание Героя Российской Федерации.

С января 1998 года по февраль С. В. Власов 1999 года был в командировке в Боснии в составе межнациональных миротворческих сил ООН.
В 2000 году Сергей Вячеславович Власов поступил в Общевойсковую академию Вооружённых сил РФ, которую закончил в 2002 году с отличием. После этого он преподавал в 2002 — 2004 годах в Военно-воздушной академии имени Ю. А. Гагарина.
С 2004 года Сергей Вячеславович Власов в запасе.

## Награды
- Медаль «Золотая Звезда» Героя Российской Федерации (Указ Президента РФ от 2 мая 1996 года)